# Ausbildungslager Derunta
Das Ausbildungslager Derunta (auch "Derunta") war ein al-Qaida angegliedertes islamistisches militärisches Trainings- und Ausbildungslager 25 Kilometer von Dschalalabad entfernt im Osten Afghanistans.
1999 wurde das Lager durch einen Bombenangriff zerstört. Angeblich soll der Leiter des Lagers der Ägypter Midhat Mursi as-Sayyid Umar gewesen sein.